# Circondario di Braunsberg
Il circondario di Braunsberg era un circondario tedesco, nella regione della Prussia Orientale. Esistette dal 1818 al 1945.

## Suddivisione
Al 1º gennaio 1945 il circondario comprendeva le città di Braunsberg (Ostpr.), Frauenburg, Mehlsack e Wormditt, 92 comuni e 1 Gutsbezirk.